# Butis butis
Butis butis es una especie de pez del género Butis, familia Butidae. Fue descrita científicamente por Hamilton en 1822.
Se distribuye por la región del Pacífico Indo-Occidental: África Oriental a Fiyi. La longitud total (TL) es de 15 centímetros con un peso máximo de 18,95 gramos. Habita en estuarios de manglares salobres, lagunas y en arroyos de agua dulce y su dieta se compone principalmente de pequeños peces y crustáceos.
Está clasificada como una especie marina inofensiva para el ser humano.